# Wolframs syndrom
Wolframs syndrom eller DIDMOAD (Diabetes Insipidus, Diabetes Mellitus, Optisk Atrofi, Dövhet) är en ärftlig sjukdom som drabbar människans nervsystem. Sjukdomen ger flera symptom som bland annat diabetes, rubbad vätskebalans, synnedsättning och hörselnedsättning.
Det finns ytterligare två varianter av sjukdomen: WFS1 och LFSNHL. Sjukdomen går inte att bota, men man kan kontrollera diabetesen och lindra symptomen.
Förekomsten av sjukdomen är beräknad till cirka 1–2 per 1 miljon invånare.
ICD-10 diagnoskod är E13.8.